# Liolaemus laurenti
Espèce
Statut de conservation UICN

 LC  : Préoccupation mineure
Liolaemus laurenti est une espèce de sauriens de la famille des Liolaemidae.

## Répartition
Cette espèce est endémique d'Argentine. Elle se rencontre dans les provinces de Catamarca, de San Juan et de La Rioja. Elle est présente entre 800 et 1 100 m d'altitude.

## Description
C'est un saurien ovipare.

## Étymologie
Cette espèce est nommée en l'honneur de Raymond Ferdinand Laurent.

## Publication originale
- Etheridge, 1992 : A new Psammophilius lizard of the genus Liolaemus (Squamata: Tropiduridae) from Northwestern Argentina. Bollettino di museo regionale di scienze naturali (Turin), vol. 10, no 1, p. 1-19.